# Lasiodora itabunae
Lasiodora itabunae é uma espécie de aranha pertencente à família Theraphosidae (tarântulas).